# Philippe Mauduit
Philippe Mauduit (Tours, 10 de febrer de 1968) va ser un ciclista francès professional el 1999. Un cop retirat va passar a dirigir diferents equips ciclistes, i actualment és director esportiu del Bahrain-Merida.

## Palmarès
- 1994
  - 1r al Gran Premi de la vila de Buxerolles
- 1995
  - 1r a la Manche-Océan
- 1996
  - 1r al Souvenir Louison-Bobet
  - 1r a la Manche-Océan
  - Vencedor d'una etapa al Tour des Landes
- 1997
  - 1r al Tour de Guadalupe